# Grace Under Pressure
《Grace Under Pressure》는 1984년 4월 12일, 앤섬 레코드에서 발매된 캐나다의 프로그레시브 록 밴드 러시의 열 번째 스튜디오 음반이다. 밴드의 이전 음반인 《Signals》 (1982년)의 투어가 1983년 중반에 끝난 후, 러시는 8월에 후속 작업을 시작했다. 밴드는 1974년부터 러시와 함께 작업해온 오랜 프로듀서 테리 브라운과 함께 일하지 않기로 결정했다. 새로운 소재는 이전 음반과 같이 신시사이저 중심의 사운드로 향하는 그룹의 방향을 강조하였다. 헌신을 할 수 있는 적당한 프로듀서를 찾는 데 다소 어려움을 겪은 후, 이 음반은 피터 헨더슨과 함께 녹음되었다.
《Grace Under Pressure》는 캐나다에서 4위, 영국에서 5위, 그리고 미국 빌보드 200에서 10위에 올랐다. 이 음반은 미국에서 백만 장이 팔려 플래티넘 인증을 받았다.

## 커버 아트
이 커버는 1975년부터 모든 러시의 음반 커버 아트를 만든 휴 사임이 디자인하고 그렸다. 뒷면 커버에는 아르메니아계 캐나다인 사진작가 유서프 카쉬의 밴드 초상화가 그려져 있다. 이 그룹은 호스슈 밸리에서 리허설을 하는 동안 음반의 소매에 대한 아이디어를 논의했을 때 카시를 고용하기로 결정했다. 알렉스 라이프슨은 이전 음반에서는 그런 적이 없었기 때문에 피트에게 흑백 밴드 사진을 제안했다. 게디 리는 이 아이디어에 열광했고 카쉬를 사용할 것을 제안했다. 라이프슨은 최종 결과에 대해 다음과 같이 말했다. "이것은 확실히 로큰롤 사진은 아니지만, 우리 셋의 매우 진실하고 현실적인 사진이다." 오리지널 바이닐 프레스에는 달걀이 C클램프에 들어 있는 모습을 담은 사진도 실렸다.

## 평가
| 전문가 평가   | 전문가 평가       |
| 평가 점수     | 평가 점수         |
| 출처          | 점수              |
| ------------- | ----------------- |
| AllMusic      | [ 4 ]             |
| Kerrang!      | (very favourable) |
| Rolling Stone | [ 5 ]             |

《Grace Under Pressure》는 1984년 4월에 발매되었다. 캐나다에서는 4위, 영국에서는 5위, 미국 빌보드 200에서는 10위에 올랐다. 이 음반은 미국에서 백만 장이 팔려 플래티넘 인증을 받았다.
러시는 〈Distant Early Warning〉, 〈Afterimage〉, 〈The Body Electric〉 그리고 〈The Enemy Within〉의 홍보 영상을 촬영했다.

## 곡 목록
모든 곡들은 게디 리, 알렉스 라이프슨 그리고 닐 피어트에 의해 작사/작곡하였다.
| #  | 제목                                  | 재생 시간 |
| -- | ------------------------------------- | --------- |
| 1. | 〈Distant Early Warning〉             | 4:56      |
| 2. | 〈Afterimage〉                        | 5:04      |
| 3. | 〈Red Sector A〉                      | 5:10      |
| 4. | 〈The Enemy Within (Part I of Fear)〉 | 4:33      |

| #  | 제목                   | 재생 시간 |
| -- | ---------------------- | --------- |
| 5. | 〈The Body Electric〉  | 5:00      |
| 6. | 〈Kid Gloves〉         | 4:18      |
| 7. | 〈Red Lenses〉         | 4:42      |
| 8. | 〈Between the Wheels〉 | 5:44      |